# Sahastata sabaea
Sahastata sabaea är en spindelart som beskrevs av Brignoli 1982. Sahastata sabaea ingår i släktet Sahastata och familjen Filistatidae. Inga underarter finns listade i Catalogue of Life.